# Prins Bernhardplein en omgeving
Prins Bernhardplein en omgeving is een buurt in de wijk Noordwest in Utrecht. De buurt wordt begrensd door de Burgemeester Norbruislaan, de Heukelomlaan, de Amsterdamsestraatweg, de Lessepsstraat en de Prins Bernhardlaan. Omliggende buurten/subwijken zijn Zuilen-Noord, Queeckhovenplein en omgeving, Schaakbuurt en Elinkwijk. De buurt telde in 2023 3.440 inwoners.

## Plein
De buurt is genoemd naar het Prins Bernhardplein in de voormalige gemeente Zuilen. In 1954 is Zuilen geannexeerd door de stad Utrecht. Op het plein bevindt zich ook het Monument voor Zuilense Gevallenen.

## Bebouwing
In de jaren twintig en dertig zijn in Zuilen een aantal buurten gebouwd ten behoeve van de huisvesting van de werknemers van de Demka en Werkspoor. Dit is tegenwoordig nog goed te zien in het karakter en de bouwstijl van de verschillende buurten. Prins Bernhardplein en omgeving bestaat uit verschillende buurten, dat zijn van zuid naar noord De Lessepsbuurt, de Vliegeniersbuurt en 't Zand  een wijk die ook soms bekendstaat als architectenbuurt. De huizen rond de De Lessepsstraat zijn gebouwd door woningbouwvereniging Zuilen. De straten van de De Lessepsbuurt ten noordwesten van de De Lessepsstraat behoren officieel tot de buurt Prins Bernhardplein en omgeving. Het grootste deel van de Lessepsbuurt ligt officieel echter in de wijk Elinkwijk en omgeving. De namen van de straten zijn genoemd naar uitvinders als de Westinghousestraat, en de Luigi Galvanistraat. Ten noorden van de Lessepsbuurt ligt de Vliegeniersbuurt met straten als de A.H.G. Fokkerstraat, de Adriaan Mulderstraat, de F. Koolhovenstraat en de Wijnmalenstraat. Waar de Lessepsbuurt gebouwd is voor de arbeiders van Demka en Werkspoor, is de Vliegeniersbuurt juist gebouwd voor het middenmanagement van deze bedrijven. De huizen zijn dan ook ruimer van opzet. Midden in deze buurt staat het vliegermonument. De derde buurt is die met de naam 't Zand , een buurt waar de straten vernoemd zijn naar architecten zoals de Lelimanstraat en de Bazelstraat. De naam van de buurt moet niet verward worden met Het Zand, een wijk in Leidsche Rijn.

## Fotogalerij

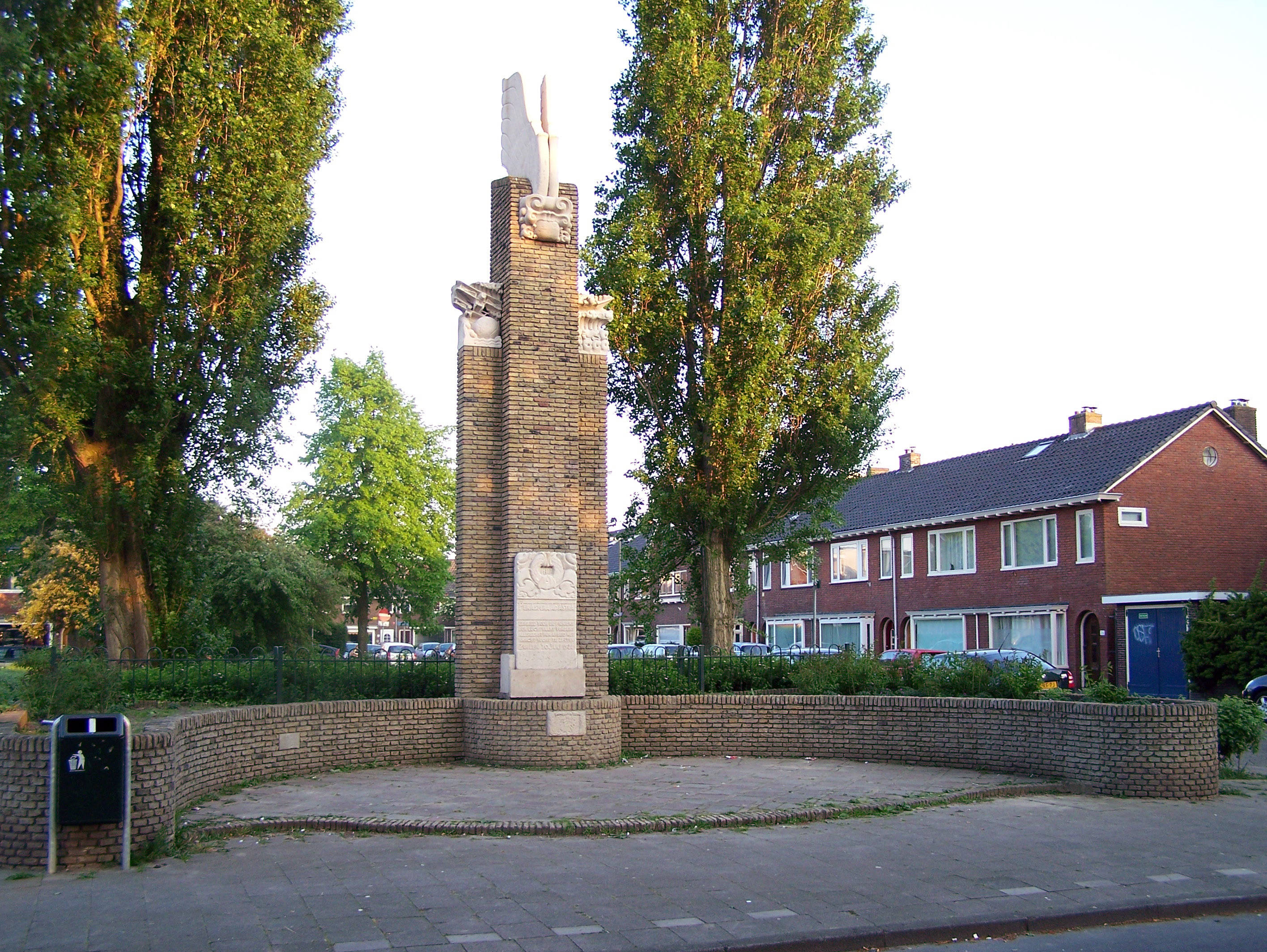
Vliegermonument
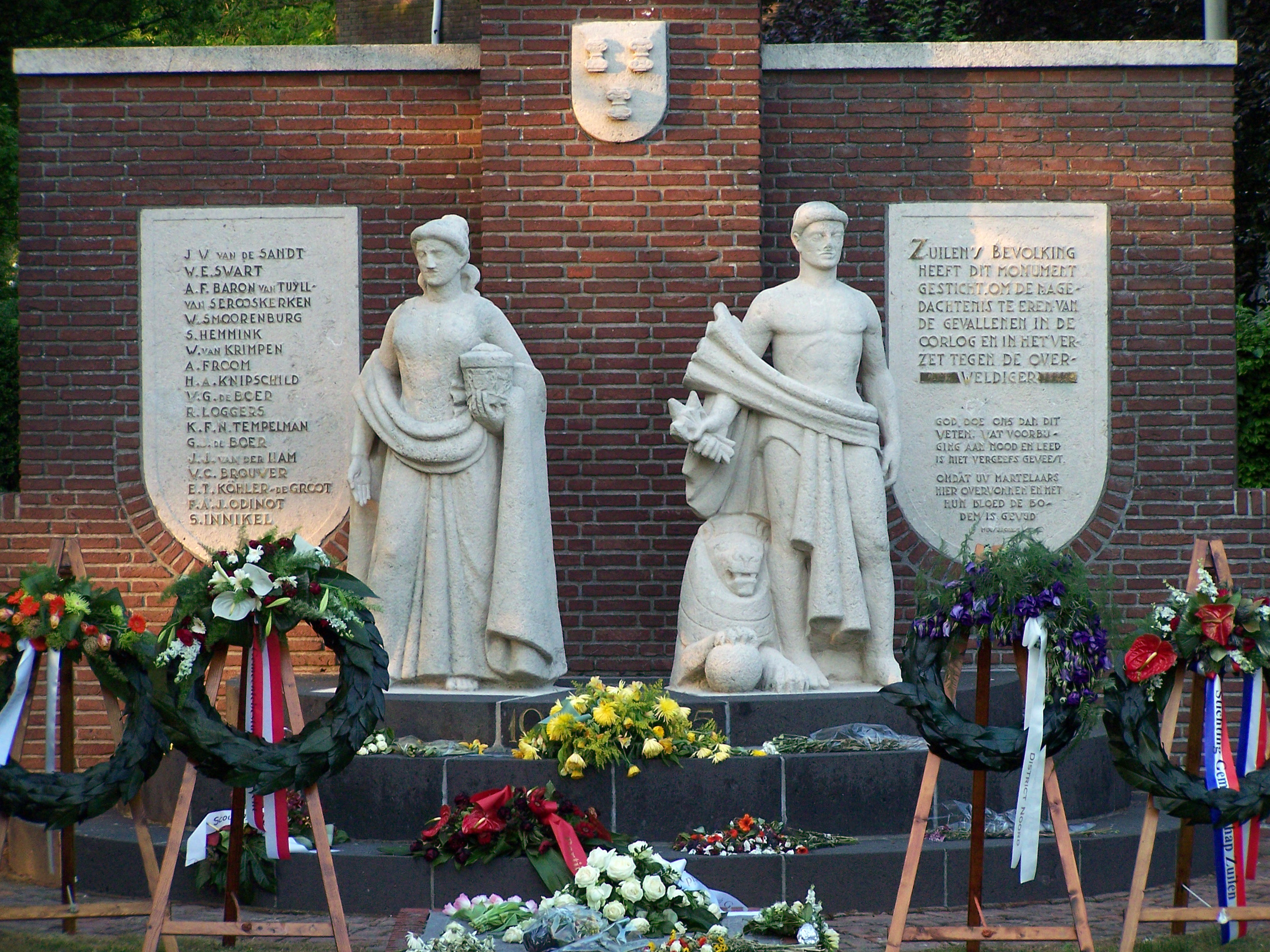
Monument voor Zuilense Gevallenen
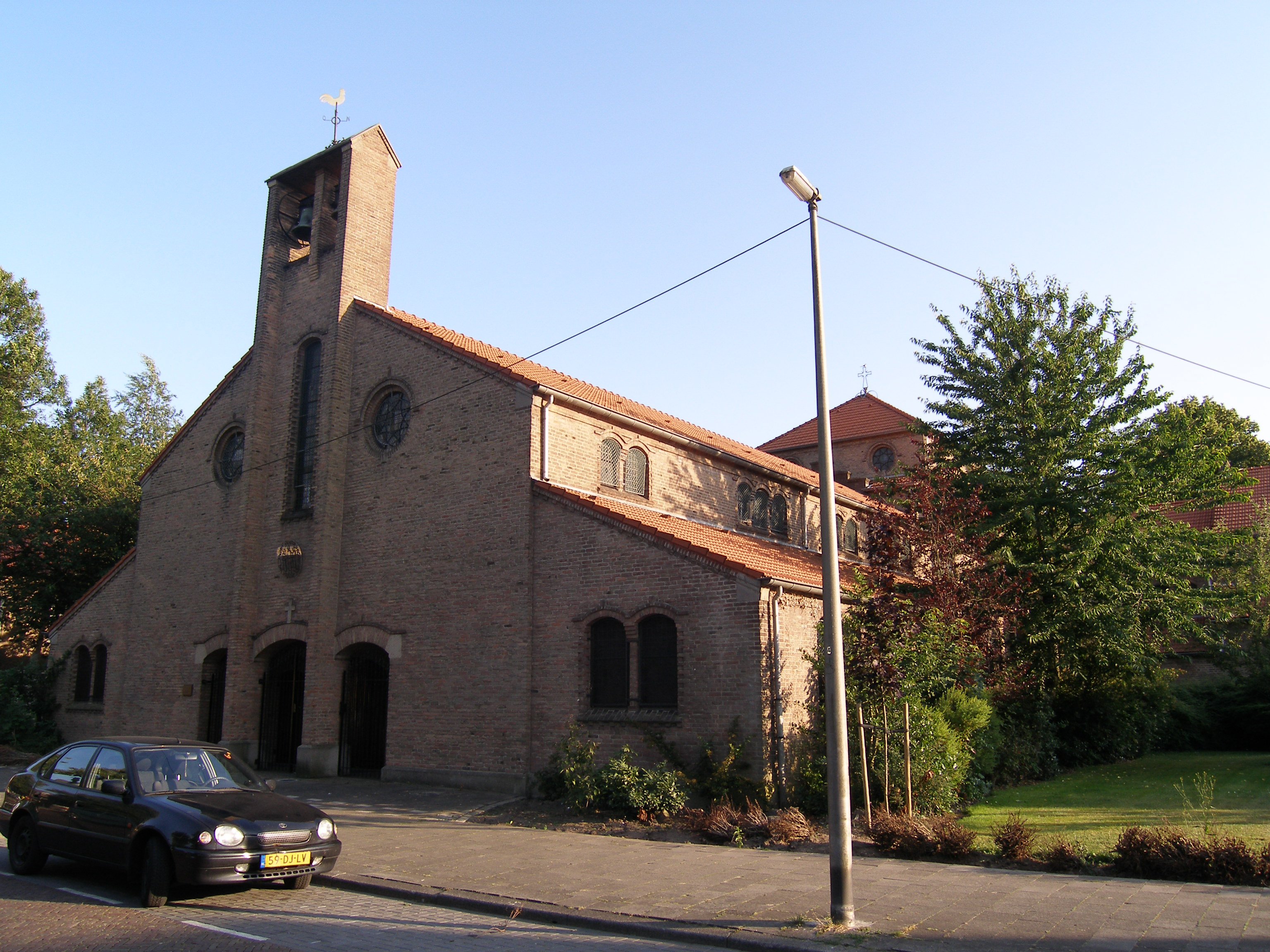
St. Jacobuskerk

2e Daalsebuurt en omgeving · de Driehoek · Egelantierstraat, Mariëndaalstraat e.o. · Elinkwijk en omgeving · Geuzenwijk · Julianapark en omgeving · Loevenhoutsedijk en omgeving ·  Ondiep · Prins Bernhardplein en omgeving · Queeckhovenplein en omgeving · Schaakbuurt · Zuilen-Noord